# John Amner
John Amner (Ely, 1579 – 1641) è stato un compositore inglese di musica sacra del XVII secolo.

## Biografia
Nacque nel Cambridgeshire ed ebbe rapporti molto stretti con la Cattedrale di Ely, dove, prima di ottenere un impiego, era stato Informator choristarum a seguito dell'appoggio dei suoi parenti, Michael e Ralph Amner, dipendenti laici della stessa cattedrale. Ricevette un Bachelor in musica dalla University of Oxford, con il supporto del Conte di Bath nel 1613, e poi dalla University of Cambridge nel 1640. 
Fu organista ed ecclesiastico alla Cattedrale di Ely dopo aver ottenuto la prima laurea in musica a Oxford. Venne successivamente ordinato diacono e quindi divenne vicario (canonico minore). Nel 1615 pubblicò una collezione di sue composizioni intitolata Sacred Hymnes of 3, 4, 5 and 6 parts for the Voyces and Vyols, che rappresenta la maggior parte della sua produzione a noi nota. 
Fra le altre sue opere vi sono preci (a cinque voci), quattro pezzi di cantici giornalieri, diversi semplici anthem a quattro voci, altri leggermente più complessi a cinque voci ed alcuni inni in versi. Circa una dozzina di queste opere sono state registrate nel 1990, e molte sono state eseguite dal coro della Cattedrale di Ely, tra cui  Blessed be the Lord God, Hear, O Lord, Have mercy, I will sing unto the Lord as long as I live, My Lord is hence removed and laid, O sing unto the Lord, O ye little flock, the Second Service (Cesar's) e Sing, O heav'ns.
Amner scrisse anche una pavane e una gagliarda per consort di viole da gamba ed un unico pezzo per tastiera pezzo che si distingue storicamente come l'unico gruppo riconosciuto di variazioni su un Salmo ("O Lord in thee is all my trust").